# Soricomorpha
Soricomorpha é uma ordem de mamíferos, previamente incluida na ordem Insectivora, que inclui os musaranhos, toupeiras e seus parentes, tanto extintos quanto vivos. Segundo a classificação de Lopatin (2006), os Soricomorpha são considerados subordem da ordem Eulipotyphla, parte da superordem Insectivora.

## Toupeiras
Toupeira é a designação comum dos mamíferos pertencentes à família Talpidae da ordem Soricomorpha, que vivem no subsolo enterrados em tocas e galerias. As toupeiras têm o corpo alongado e coberto de pelos. Não têm orelhas externas e, devido ao seu modo de vida, são total ou parcialmente cegas. A sua alimentação faz-se à base de pequenos animais invertebrados que vivem no solo. O grupo habita a América do Norte, Europa e Ásia.

## Musaranhos

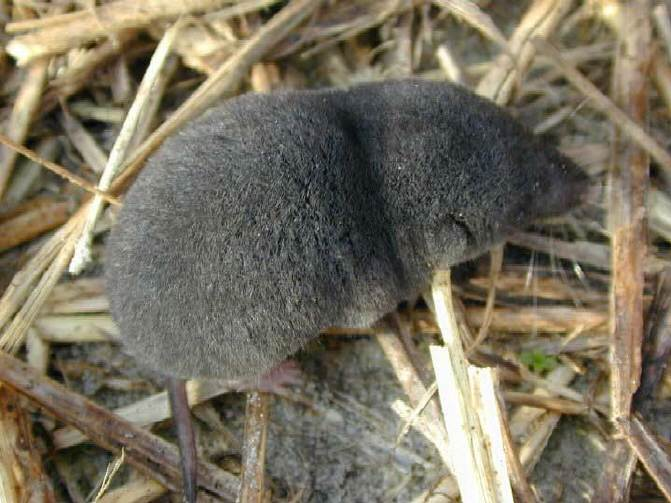
Musaranho-de-cauda-curta

O termo musaranho é uma designação comum a diversos mamíferos de pequeno porte da ordem dos Soricomorpha, da família dos soricídeos. Eles medem cerca de 10 cm (alguns não ultrapassam 2,5 cm) e pesam cerca 15 gramas. Contudo, apesar do pequeno porte são capazes de atacar, matar e devorar animais que têm o dobro do seu tamanho. Comem o equivalente ao seu peso de três em três horas. Algumas espécies praticamente não dormem para não deixar de se alimentar. Por causa do metabolismo acelerado, muito tempo sem comida pode significar a morte. Seu coração bate 1200 vezes por minuto, quase doze vezes mais rápido que o do ser humano.
Ao nascer, pelado e de olhos fechados, o musaranho é menor que uma abelha e pesa pouco mais de dois gramas. Vive, em média, de um a dois anos. Quando é atacado por um inimigo, solta um odor igual ao dos gambás. Suas glândulas salivares contem um veneno tão forte quanto o das serpentes. Seus principais predadores são os gaviões e as corujas, bons de vista e ruins de nariz.
Os musaranhos especializaram-se em vários habitats: uns habitam em vegetação densa, outros são trepadores, alguns vivem debaixo da neve e outros ainda caçam na água.
São invulgares entre os mamíferos pois são dos poucos a possuirem veneno e, tal como os morcegos e os cetáceos, algumas espécies usam ecolocalização. São também dos poucos a nascerem com dentes permanentes e a não terem osso zigomático.

## Outros
A ordem Soricomorpha também inclui os raros solenodontes, e muitas famílias extintas, como os nesophontes. Alguns animais já foram considerados soricomorfos, mas hoje sabe-se que não tem parentesco com o grupo tais como os tenrecs.

## Taxonomia tradicional
- Ordem Soricomorpha Gregory,1910
  - Família †Micropternodontidae Stirton & Rensberger, 1964
  - Família †Geolabididae
  - Família †Nesophontidae Anthony, 1916
  - Família †Nyctitheriidae Simpson,1928
  - Família †Plesiosoricidae Winge,1917
  - Família Soricidae Fischer von Waldheim, 1814 - musaranhos
  - Família †Apternodontidae Matthew, 1910
  - Família Solenodontidae Gill, 1872 - solenodontes
  - Família †Dimylidae
  - Família †Proscalopidae Reed, 1961
  - Família Talpidae Fischer von Waldheim, 1814 - toupeiras

## Taxonomia segundo Lopatin, 2006
Subordem Soricomorpha Gregory,1910
- Infraordem Soricota Kalandadze & Rautian, 1992
  - Superfamília †Micropternodontoidea
    - Família †Micropternodontidae Stirton & Rensberger, 1964

  - Superfamília †Nesophontoidea
    - Família †Geolabididae
    - Família †Nesophontidae

  - Superfamília Soricoidea
    - Família †Nyctitheriidae Simpson,1928
    - Família †Plesiosoricidae Winge,1917
    - Família Soricidae = musaranhos

  - Superfamília Solenodontoidea
    - Família †Apternodontidae
    - Família Solenodontidae - solenodontes

  - Superfamília Talpoidea
    - Família †Dimylidae
    - Família †Proscalopidae
    - Família Talpidae - toupeiras